# Vincenzellus elongatus
Vincenzellus elongatus is een keversoort uit de familie platsnuitkevers (Salpingidae). De wetenschappelijke naam van de soort werd in 1852 gepubliceerd door Carl Gustaf Mannerheim.